# Roberto Jacketti & the Scooters
Roberto Jacketti & the Scooters was een Nederlandse popgroep rond zanger Erik van der Hoff die van 1980 tot 1989 bestond. Ze zijn vooral bekend van de hit I Save the Day uit 1984.

## Biografie
Roberto Jacketti & the Scooters werd in 1980 als middelbareschoolbandje opgericht door Robbert Jak en drie medescholieren: gitarist Erik van der Hoff, bassist Rob Blanchemanche en drummer Jeroen Booy. Kort daarna kwam ook gitarist en toetsenist Bart Corver bij de groep. Aanvankelijk speelde de groep alleen skacovers. Daarom werd ten slotte saxofonist Barend Middelhoff bij de groep gehaald. Als bandnaam werd gekozen voor de bijnaam van toetsenist Robbert Jak, een speels veritaliaanste versie van zijn naam omdat hij vaak in Italië kwam. The Scooters werd eraan toegevoegd, omdat de scooter in Italiaanse steden een zeer populair vervoermiddel is.
Jak verliet de groep al voordat de band bekend werd bij het grote publiek, om zich aan een studie biochemie te wijden, maar de groepsnaam bleef behouden.
De groep werd in 1983 ontdekt door Dolly Dot Angela Groothuizen. Jaap Booy, de vader van drummer Jeroen Booy, was de vaste chauffeur van de limousine van de Dolly Dots en liet tijdens een rit Groothuizen een demo van het bandje van zijn zoon horen. Groothuizen was enthousiast over de groep en via haar leerden ze de gitarist van Spargo Ruud Mulder kennen, die hun vaste producer werd. Datzelfde jaar nog kreeg de band een platencontract en werd er onder andere opgetreden in het Vara-radioprogramma Popkrant en bij het Nederpop-televisieprogramma Nederland Muziekland.
De eerste single Hot summernight haalde de Tipparade, maar met de opvolger I save the day brak de groep definitief door. Het nummer werd veel gedraaid op Hilversum 3 en werd een gigantische hit. De plaat behaalde de 2e positie in de Nationale Hitparade, de 3e positie in de Nederlandse Top 40 en de 6e positie in de TROS Top 50. In Vlaanderen kwam het tot nummer 6 in de Radio 2 Top 30. Daarna werden de derde single Make me cry en het debuutalbum Time ook een succes. De single was op donderdag 30 augustus 1984 TROS Paradeplaat op Hilversum 3. Zowel de single als het album haalden de zevende positie in de TROS Top 50, Nederlandse Top 40 en de Nationale Hitparade. Dankzij het succes kregen ze eind 1984 een Zilveren Harp. Ten slotte werd begin 1985 de vierde single Preaching nog een klein hitje.
Amper vier maanden later verscheen de eerste single van het tweede album Oh... not again al. Dit was het nummer One day's enough en werd een bescheiden hit. Make me smile en So I say haalden later dat jaar de hitlijsten, maar kwamen niet in de buurt van het succes van het debuutalbum. Toen het album al in de winkel lag, kwam de vierde en laatste single This must be love niet verder dan de 45e positie in de Nationale Hitparade. De TROS Top 50 en Nederlandse Top 40 werden niet gehaald. Het succes van I save the day was echter ook in andere landen opgevallen, waardoor ze ook konden gaan optreden in het buitenland. Daaronder was een optreden op het Wereldfestival voor jeugd en studenten in Moskou.

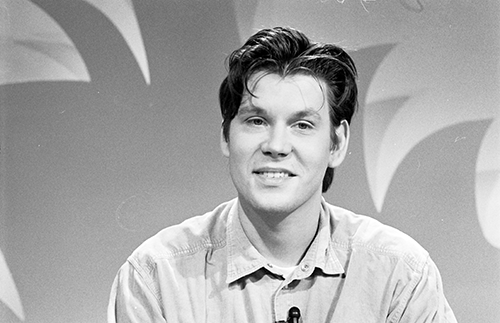
Erik van der Hoff in 1990

Het aantal singles dat uitgebracht werd, ging vanaf 1986 omlaag. Toen Soul of rock & roll dat jaar ook in de tipparade bleef steken, duurde het tot 1987 dat ze weer een hit hadden met Arrivederci. Dat jaar kwam ook de derde en laatste LP van de groep uit, getiteld Madman. De hit Arrivederci staat niet op dit album en Madman haalde de albumlijst niet. In 1988 lukte het de groep toch weer om een hitje te scoren met Love cat, geproduceerd door Henk Temming en Sander van Herk van Het Goede Doel. Dit zou echter het laatste hitparadesucces van de groep zijn. Roberto Jacketti & the Scooters ging in 1989 uit elkaar nadat Van der Hoff met een andere groep op een festival in Moskou had opgetreden. The Scooters konden vanwege drukte op het werk niet mee naar Moskou. Aanvankelijk ging Van der Hoff solo door als Roberto Jacketti, zonder Scooters dus. In die hoedanigheid haalde hij dat jaar de tipparade met de Hunters-cover Russian Spy and I.
In 1990 gooide ook Van der Hoff het bijltje erbij neer en ging hij aan het werk als regisseur van televisieprogramma's en later als presentator. Drummer Jeroen Booy verving in januari 1990 Wim Zeeman als drummer van The Scene en behaalde daarmee grote successen, totdat The Lau ernstig ziek werd en kwam te overlijden. Booy startte een facilitair bedrijf op het gebied van geluid en licht (voor bands en evenementen) en hervatte zijn rol als drummer in de Nederlandstalige rockband Rauw & Teder. Ten slotte ging Barend Middelhoff verder als jazzsaxofonist en begeleidde hij onder andere Harry Sacksioni. In 2004 werd hij saxofoonleraar aan het conservatorium van Bologna in Italië.
In 2002 traden de voormalige groepsleden voor het eerst sinds 1989 weer samen op. Alleen Middelhoff deed niet mee aan deze reünie, omdat hij in Italië woont. Het jaar erop volgde nog een gezamenlijk optreden bij De vrienden van Amstel LIVE. De groep was toen uitgebreid met gitarist Ruben Hoeke, de zoon van Rob Hoeke. Ze namen een nieuw nummer op dat gebruikt werd in een televisiereclame van C&A: Get out in the sunshine. Het nummer verscheen ook single, maar werd geen hit. In 2020 hield de band een jubileumconcert in De Rijp, alsmede concerten in Utrecht, Haarlem en Hoofddorp. Om het 40-jarig jubileum luister bij te zetten, verscheen dat jaar tevens de dubbel-cd Hits & Rarities met daarin een door Martin Groenewold geschreven biografie van de band.
Op 18 juli 2023 kondigde de band een theatertour aan, onder de titel 'Tour Ja of Tour Nee', waarin zou worden teruggeblikt op de jaren '80.

## Bezetting
- Erik van der Hoff
- Bart Corver
- Rob Blanchemanche
- Barend Middelhoff
- Jeroen Booy

## Discografie

### Albums
| Album met eventuele hitnotering(en) in de Nederlandse Album Top 100 | Datum van verschijnen | Datum van binnenkomst | Hoogste positie | Aantal weken | Opmerkingen |
| ------------------------------------------------------------------- | --------------------- | --------------------- | --------------- | ------------ | ----------- |
| Time                                                                |                       | 22-9-1984             | 7               | 9            |             |
| Oh... not again                                                     |                       | 30-11-1985            | 31              | 9            |             |
| Madman                                                              |                       | 18-11-1987            |                 |              |             |

### Singles
| Single met eventuele hitnotering(en) in de Nederlandse Top 40 | Datum van verschijnen | Datum van binnenkomst | Hoogste positie | Aantal weken | Opmerkingen                      |
| ------------------------------------------------------------- | --------------------- | --------------------- | --------------- | ------------ | -------------------------------- |
| Hot summernight                                               |                       | 6-8-1983              | tip             |              |                                  |
| I Save the Day                                                |                       | 28-4-1984             | 3               | 14           |                                  |
| Make me cry                                                   |                       | 8-9-1984              | 7               | 8            | TROS Paradeplaat Hilversum 3     |
| Preaching                                                     |                       | 19-1-1985             | 39              | 3            |                                  |
| One day's enough                                              |                       | 4-5-1985              | 22              | 5            |                                  |
| Make me smile                                                 |                       | 10-8-1985             | 18              | 5            | Veronica Alarmschijf Hilversum 3 |
| So I say                                                      |                       | 23-11-1985            | 36              | 3            |                                  |
| This must be love                                             |                       | 11-1-1986             | tip             |              |                                  |
| Soul of rock & roll                                           |                       | 28-6-1986             | tip             |              |                                  |
| Arrivederci                                                   |                       | 27-6-1987             | 29              | 5            |                                  |
| Love cat                                                      |                       | 30-7-1988             | 25              | 5            | Alarmschijf                      |

| Single met hitnotering(en) in de Vlaamse Ultratop 50 | Datum van verschijnen | Datum van binnenkomst | Hoogste positie | Aantal weken | Opmerkingen      |
| ---------------------------------------------------- | --------------------- | --------------------- | --------------- | ------------ | ---------------- |
| I Save the Day                                       |                       | 9-6-1984              | 6               | 10           | in de BRT Top 30 |
| Make me cry                                          |                       | 13-10-1984            | 18              | 5            | in de BRT Top 30 |

### NPO Radio 2 Top 2000
Van Roberto Jacketti & the Scooters stond alleen I Save the Day in 2000 in de NPO Radio 2 Top 2000, op plek 1608.